# Senedžemib Mehi
Senedžemib Mehi byl vezír v období 5. dynastie. Zahájil svoji kariéru za vlády Džedkarea a nakonec se stal vezírem za Venise.

## Rodina
Senedžemib Mehi byl synem vezíra Senedžemiba Inti a ženy jménem Tšefi. Mehi byl ženatý s Chentkaus, která byla pravděpodobně princeznou. Mohla být dcerou Venise, nebo Džedkarea. Svůj titul dcery krále možná ale získala jen jako symbol vysokého postavení, nejsouc skutečnou dcerou krále. Za předpokladu, že byla dcerou krále, by byl tedy Senedžemib Mehi zetěm krále.
Senedžemib Mehi a Chentkaus měli nejméně tři děti:
- Senedžemib
- Mehi
- Chentkaus

Všechny děti byly pohřbeny v hrobce G 2385.

Senedžemib Mehi byl pohřben v hrobce G 2378 blízko hrobky svého otce.

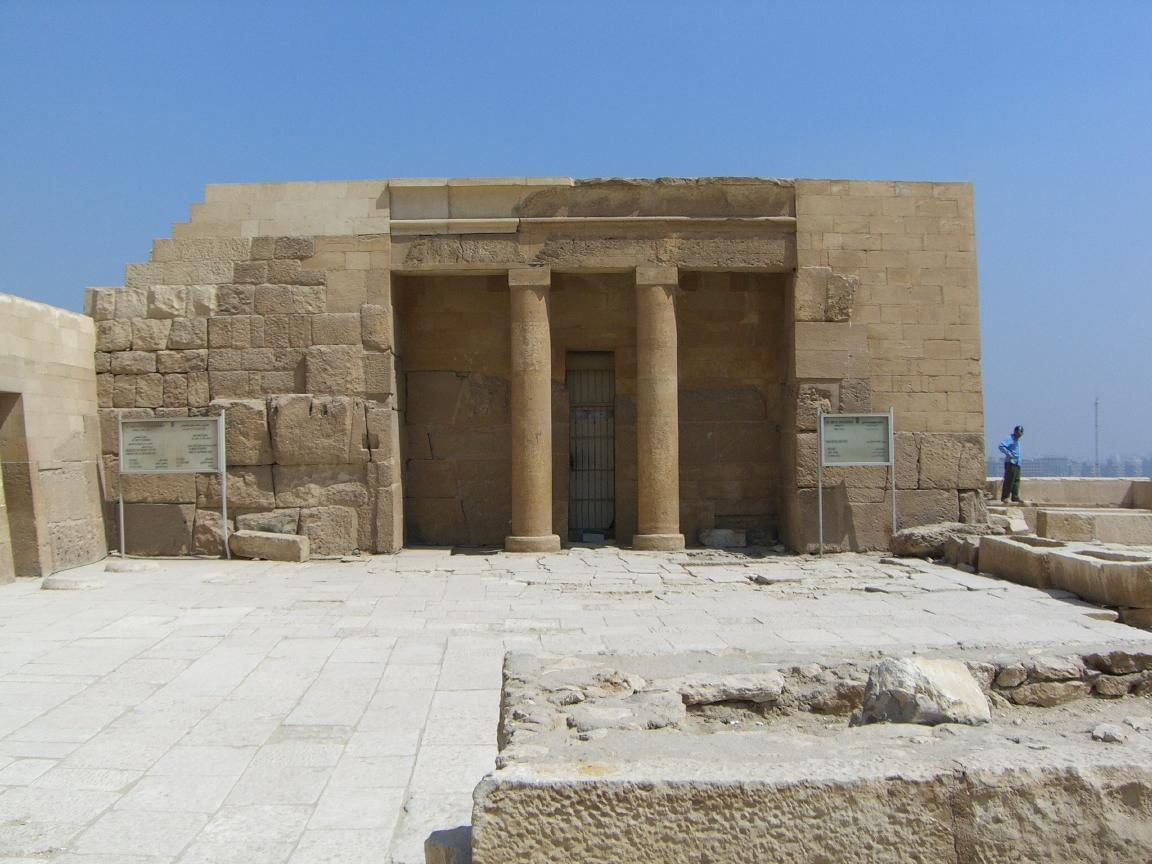
Mastaba Senedžemiba Mehi G 2378 v Gíze
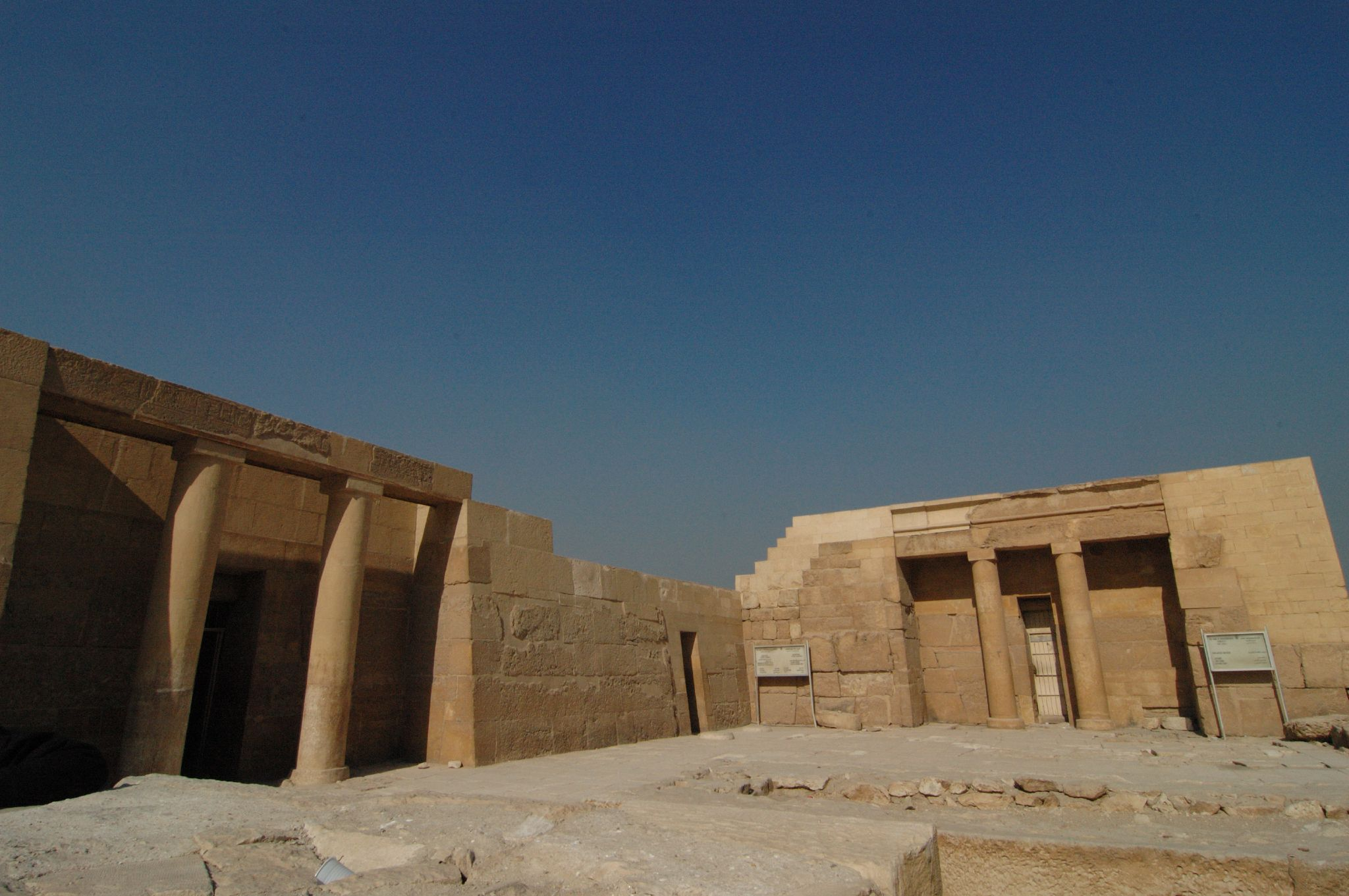
Pohled na obě hrobky – Senedžemiba Intiho a jeho syna Senedžemiba Mehiho
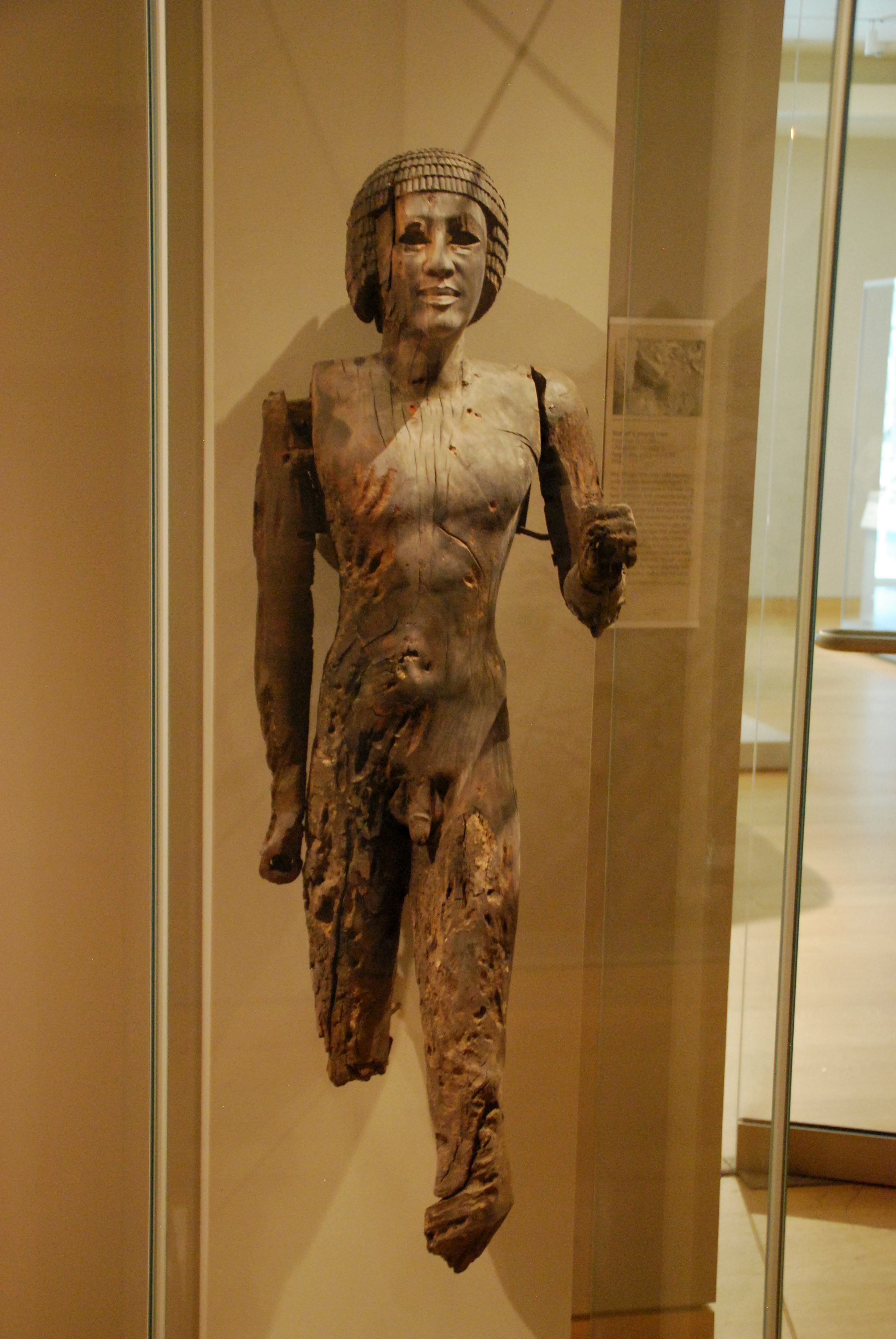
Socha Senedžemiba Mehi